# New Haven EP-1
A New Haven EP-1 foi uma classe de locomotivas elétricas construída pela Baldwin-Westinghouse para a ferrovia New York, New Haven and Hartford Railroad. Estas locomotivas fizeram parte de um projeto de eletrificação da ferrovia entre o Grand Central Terminal em Nova Iorque e a cidade de Stamford, Connecticut. A Baldwin-Westinghouse entregou 41 locomotivas da classe entre 1905 e 1908, e a ferrovia New Haven retirou a última em 1947.